# Gömrükçü Bakou
Le Gömrükçü Bakou est un club azerbaïdjanais de football féminin basé à Bakou.
Le club remporte le Championnat d'Azerbaïdjan en 2003 et en 2004 et atteint les quarts de finale de la Coupe féminine de l'UEFA 2003-2004.